# SLUNETA Ústí nad Labem
El SLUNETA Ústí nad Labem es un club de baloncesto profesional de la ciudad de Ústí nad Labem, que milita en la Kooperativa NBL, la máxima categoría del baloncesto checo. Disputa sus partidos en el Sportcentrum SLUNETA, con capacidad para 1200 espectadores.

## Historia
El club fue fundado en 1946 por el profesor de la escuela secundaria Květoslav Soukup, bajo el nombre de Sokol Ústí nad Labem. Durante la mayor parte de su existencia, el club se llamó TJ Lokomotiva Ústí nad Labem y jugó en la liga checoslovaca. En 1993, Ústí ascendió por primera vez a la Národní Basketbalová Liga, donde permanece actualmente (a excepción de las temporadas 1995-1996, 2008-2009, 2009-2010 y 2010-2011). 
El equipo suele acabar las temporadas en la mitad inferior de la tabla. La mejor temporada del SLUNETA fue la temporada 2013-2014, terminando en 6.ª posición en la Mattoni NBL, además de ser galardonado como el mejor club deportivo de la Región de Ústí nad Labem, destronando después de mucho tiempo al Slovan Ústí nad Labem.

## Nombres
- 1946 – 1948: Sokol Ústí nad Labem
- 1948 – 1952: Zeleznicari Ústí nad Labem
- 1952 – 1991: TJ Lokomotiva Ústí nad Labem
- 1991 – 1996: BK Lokomotiva 91 Ústí nad Labem
- 1996 – 1999: BK Spolchemie Ústí nad Labem
- 1999 – 2006: BK SČP Ústí nad Labem
- 2006 – 2011: BK Ústí nad Labem
- 2011 – actualidad SLUNETA Ústí nad Labem

## Resultados en liga
| Temporada | Nombre                       | Liga            | Posición | Play-Offs                |
| --------- | ---------------------------- | --------------- | -------- | ------------------------ |
| 1998/99   | BK Spolchemie Ústí nad Labem | Mattoni NBL     | 11.º     | Play-Out de descenso-2.º |
| 1999/00   | BK SČP Ústí nad Labem        | Mattoni NBL     | 8.º      | Cuartos de final         |
| 2000/01   | BK SČP Ústí nad Labem        | Mattoni NBL     | 9.º      | Play-Out de descenso-1.º |
| 2001/02   | BK SČP Ústí nad Labem        | Mattoni NBL     | 9.º      |                          |
| 2002/03   | BK SČP Ústí nad Labem        | Mattoni NBL     | 9.º      |                          |
| 2003/04   | BK SČP Ústí nad Labem        | Mattoni NBL     | 11.º     |                          |
| 2004/05   | BK SČP Ústí nad Labem        | Mattoni NBL     | 8.º      | Cuartos de final         |
| 2005/06   | BK SČP Ústí nad Labem        | Mattoni NBL     | 7.º      | Cuartos de final         |
| 2006/07   | BK Ústí nad Labem            | Mattoni NBL     | 10.º     |                          |
| 2007/08   | BK Ústí nad Labem            | Mattoni NBL     | 12.º     | Descenso                 |
| 2008/09   | BK Ústí nad Labem            | 1.Liga          | 2.º      | Semifinales              |
| 2009/10   | BK Ústí nad Labem            | 1.Liga          | 7.º      | Semifinales              |
| 2010/11   | BK Ústí nad Labem            | 1.Liga          | 5.º      | Semifinales, Ascenso     |
| 2011/12   | SLUNETA Ústí nad Labem       | Mattoni NBL     | 11.º     | Play-Out de descenso-1.º |
| 2012/13   | SLUNETA Ústí nad Labem       | Mattoni NBL     | 11.º     |                          |
| 2013/14   | SLUNETA Ústí nad Labem       | Mattoni NBL     | 6.º      | Cuartos de final         |
| 2014/15   | SLUNETA Ústí nad Labem       | Kooperativa NBL | 6.º      | Cuartos de final         |
| 2015/16   | SLUNETA Ústí nad Labem       | Kooperativa NBL | 10.º     |                          |

## Palmarés
- - 1.Liga
- Semifinales: 2009, 2010, 2011

## Jugadores destacados
| - Admir Alic - Murphy Burnatowski - Troy Gottselig - Hernst Laroche - Mario Filipović - Ante Ivančić - Pave Kuzmanić - Darko Vuksanič - Jiří Bárta - Lukáš Bažant - Petr Bína - Pavel Bosák - Michal Carnecky - Aleš Chán - Miroslav Dvířka - Jan Dvořáček - Tomáš Eisner - Dominik Festr - Jaromir Fohler - Karel Formánek - Tomas Grepl - Vladimír Hejl - Jakub Hojdar - Tomas Holesovsky - Ladislav Horák - Lukáš Houser - Pavel Houška - Jakub Hrabovský - Tomáš Hrubý - Martin Janda - Krystof Jelínek - Aleš Jiráň - Jan Jiříček - Robert Kaiser - Tomáš Kneifl | - Jan Koranda - Jakub Krakovič - Radim Kramný - Lukáš Krátký - Vladimír Krýsl - Pavel Kubálek - Jakub Kudláček - Štefan Ličartovský - Ján Malatinec - Otakar Marek - Miroslav Modr - Michal Mrázek - Richard Musel - David Musil - Petr Němec - Petr Novák - Pavel Novotný - David Panáček - Ladislav Pecka - Antonín Pištěcký - Pavel Pour - Pavel Raška - Štěpán Reinberger - Jiří Šenkýř - Marek Slunečko - Filip Šmíd - Michal Šotnar - Martin Stavel - David Šteffel - Věroslav Sucharda - Roman Suk - Jan Tomanec - Jaroslav Tyrna - Tomáš Vorlíček - Stanislav Votroubek | - Ondřej Vrchota - Pavel Zajíc - Michal Žalud - Adam Žampach - Davide Montanaro - Laurynas Mikalauskas - Paweł Mróz - Luka Igrutinovič - Nikola Radojičič - Dušan Baláž - Filip Darius - Marek Jurik - Matus Kuchalik - Ladislav Lutovský - Ľuboš Pohánka - Ivo Štefek - Cory Abercrombie - Aaron Anderson - Marcel Anderson - Kendall Anthony - Damien Argrett - Raven Barber - Drew Barham - Shamarr Bowden - Ty Brunson - Landon Clement - James Crowder - Kyle Cuffee - Glen Dean - Joshua Dollard - Joe Edwards - John Eggleston - Austin Emerson - Philip Gavin - Showron Glover | - David Harper - Tim Henry - Darian Hooker - Alvin Horne - Corey Jefferson - Haakim Johnson - Spencer Johnson - Dana Kendrid - Robert E. Lewandowski - Vernon Lewis - Lekendric Longmire - Thaddus McFadden - Kwamain Mitchell - Albert Nolen - Johnny Perkins - Duane Posey - Robby Ptacek - James Rahon - Brad Reese - Frank Russell - Levell Sanders - Khristian Smith - Keith Steffeck - Antoine Stokes - Jared Swopshire - Kevin Thomas - Mikey Thompson - Clayton Vette - Jay Webb - Marin Pijaca - Denny McDonald - James 'CoCo' Wade - Roberto Gittens |